# Fritz Leiber

Fritz Leiber desenat de Ed Emshwiller, pe coperta The Magazine of Fantasy & Science Fiction.

Fritz Reuter Leiber, Jr. (n. 24 decembrie 1910 – d. 5 septembrie 1992) a fost un scriitor american de literatură științifico-fantastică, fantezie și horror. Romanul său „The Big Time” a câștigat Premiul Hugo pentru cel mai bun roman în anul 1958. Romanul său „The Wanderer” a câștigat Premiul Hugo pentru cel mai bun roman în anul 1965. Este cel mai renumit pentru seria eroică sword-and-sorcery „Fafhrd and the Gray Mouser”, care a fost scrisă de-a lungul a peste 50 de ani.

## Lucrări

### Romane
- Conjure Wife (1943)
- Gather, Darkness! (1943) -- „Să vină întunericul!”
- Destiny Times Three (1945)
- Marele joc al timpului (1961)
- Vagabondul (1964) [3] (The Wanderer)
- Tarzan and the Valley of Gold (1966)
- A Specter is Haunting Texas (1969)
- Our Lady of Darkness (1977)

### SeriaFafhrd and the Gray Mouser
- Swords and Deviltry (1970)
- Swords Against Death (1970)
- Swords in the Mist (1968)
- Swords Against Wizardry (1968)
- The Swords of Lankhmar (1968)
- Swords and Ice Magic (1977)
- The Knight and Knave of Swords (1988)

### Colecții de povestiri
- Night's Black Agents (1947)
- Two Sought Adventure (1957)
- The Mind Spider and Other Stories (1961) -- A fi Păianjen și alte povestiri.
- The Best of Fritz Leiber (1974)
- The Book of Fritz Leiber (1974)
- The Second Book of Fritz Leiber (1975)
- Bazaar of the Bizarre (1978)
- Heroes and Horrors (1978)
- Ship of Shadows (1979) -- Corabia Umbrelor

### Povestiri
- "Coming Attraction" (1950)
- "A Pail of Air" (1951)
- "The Unholy Grail" (1962)
- "Bazaar of the Bizarre" (1963)
- "To Arkham and the Stars" (1966)
- "Gonna Roll the Bones" (1967)
- „Corabia umbrelor” (1969)
- "Ill Met in Lankhmar" (1970)
- "The Snow Women" (1970)
- "Catch That Zeppelin!" (1975) -- Prindeți Zeppelinul
- "The Terror from the Depths" (1976)

### Adaptări
- Weird Woman (1944)
- Night of the Eagle (1962)
- Witches' Brew (1980)
- The Girl with the Hungry Eyes (1995)

Romanul Marele joc al timpului și antologia A fi Păianjen și alte povestiri au fost grupate în 1983 sub numele de Războiul Schimbărilor.

## Premii SF
- Hugo 1958, pentru romanul Marele joc al timpului (The Big Time)
- Hugo 1965, pentru romanul Vagabondul (The Wanderer)
- Hugo 1968 și Nebula 1967, pentru nuveleta Barbutul (Gonna Roll Them Bones)
- Hugo 1970, pentru nuvela Corabia umbrelor
- Hugo 1971 și Nebula 1970, pentru nuvela Răul din Lankhmar (I’ll Met in Lankhma)
- Hugo 1976 și Nebula 1977, pentru povestirea Prindeți zeppelinul (Catch that Zeppelin)
- Nebula Grand Master 1981.